# Литовский брод
Литовский брод — брод через реку Великую между деревней Кузнецово Тямшанской волости и деревней Волженец Ядровской волости Псковского района, к юго-западу от погоста Выбуты.
Самое мелководное место в низовьях реки Великой: глубина составляет 15 — 20 см, максимальная — до 40 см. При этом ширина реки здесь составляет 250 м. Дно представляет собой природные каменные пласты (известняковой плиты девонского периода), отточенные и выравненные быстрым течением реки (несвойственным для остальных участков Великой), отчего шум воды слышен за 2 км от брода. Брод проходим для автомобилей.

## История
Ранее этим бродом пользовались вражеские армии. В 1581 году польско-литовский король Стефан Баторий, готовясь к осаде Пскова, пользовался именно этим местом для переправки на правобережье Великой к южным подступам Пскова. Отсюда и возникло название «литовский брод». В половодье брод заменяла переправа, на которой когда-то по легенде князь Игорь встретил Ольгу. В районе погоста Выбуты ниже по течению сохранились опоры моста, разрушенного в годы Великой Отечественной войны.